# Lucio Muñoz
Lucio Muñoz Martínez (Madrid, 27 de diciembre de 1929-Madrid, 24 de mayo de 1998) fue un pintor abstracto, uno de los máximos exponentes del informalismo español de la segunda mitad del siglo XX.

## Biografía
Nació en Madrid, en la calle de la Salud esquina con la calle del Carmen, aunque sus padres eran originarios de Guadalajara. Su padre Lucio, era de Torija, y su madre, Nicolasa, era de Córcoles.Fue el menor de cinco hermanos.
Un año después de la muerte de su madre en 1935 estalla la Guerra Civil y Lucio con sus hermanos, tras pasar los primeros meses de la guerra en Madrid, son trasladados a Bolarque  y, después, al pueblo de su madre, Córcoles. Al terminar la guerra volvieron a Madrid y Lucio comenzó sus estudios en el Colegio de los Agustinos, de la calle del Barco. En cuarto curso, le echan por despellejar  el oso disecado de la clase de Ciencias Naturales, por lo que ingresa entonces en una academia particular que deja al poco tiempo para  trabajar durante un año en la tienda de comestibles de su padre. Mientras tanto comenzó a asistir a clases de dibujo en el Centro de Instrucción Comercial, alternándolas con las tareas familiares. Allí recibió clases de pintura de Eduardo Navarro y de Eduardo Peña.
En 1949 se matricula en la Academia de Bellas Artes de San Fernando en Madrid, donde fue discípulo de Eduardo Chicharro y compañero de algunos de los que se convertirían en sus mejores amigos. Entre ellos se encontraban una serie de artistas realistas, como Antonio López, Julio López Hernández, Francisco López Hernández, Carmen Laffon. Al terminar sus estudios en 1954 durante el viaje de fin de carrera a París, conoce a Amalia Avia, con la que se casará en 1960.

## Obra
En 1955 tiene lugar su primera exposición individual en la galería Dintel, de Santander, en la que empieza a desarrollar sus primeras obras no figurativas. Un año más tarde, en1956 fue becado por el estado francés para continuar sus estudios en París, donde entró en contacto con el informalismo de pintores como  Dubuffet,  Fautrier, Wols o Tàpies. A partir de ese momento se adentra en los terrenos de la abstracción, que no abandonará ya en toda su trayectoria. En 1958 empieza a trabajar con la madera. Este material —arañado, quemado, tallado o enmohecido— se convierte a partir de ese momento en una de las señas de identidad más reconocibles de su pintura. 
A partir de 1959, participa en las más importantes exposiciones de pintura española en todo el mundo (Bienal de Venecia, Documenta de Kassel, Basilea...). En 1964 se convierte en el primer pintor en exponer individualmente en la galería Juana Mordó, a cuyo grupo de pintores pertenece desde su fundación hasta 1991. En 1989, el Museo Reina Sofía de Madrid realizó una gran exposición antológica sobre su obra. En 1991 firmó un contrato en exclusiva con la Galería Marlborough de Nueva York, con sede reciente en Madrid.
La crítica destacó la potencia expresiva de su pintura, llena de misterio y con una gran presencia de la naturaleza. A ella hay que sumar su obra gráfica (con decisivas aportaciones técnicas al grabado de gran formato) y las obras murales, entre las que destacan el ábside de la Basílica de Aránzazu, en Oñate (Guipúzcoa), y el mural que preside el Pleno de la Asamblea de Madrid. También es obra suya el techo de la sala de exposiciones de la Casa del Cordón de Burgos.
En 1983, se le concede el Premio Nacional de Artes Plásticas y en 1993 la Medalla de Oro al Mérito en las Bellas Artes.
Falleció el 24 de marzo de 1998, sin poder ver instalada su última obra, el Mural de la Asamblea de Madrid, que su equipo de ayudantes colgó pocos días después.